# Gideon Amos
Gideon John Amos est un homme politique, architecte et urbaniste britannique. Il est député Libéral-démocrate de Taunton et Wellington depuis 2024.

## Jeunesse et éducation
Amos grandit dans le Somerset,. Il fait ses études à la Wells Cathedral School et étudie l'architecture à Oxford Polytechnic (plus tard Oxford Brookes University). Amos sert comme membre de l'armée territoriale et est inspecteur et assistant auprès de la force des cadets de l'armée.

## Carrière
Après avoir obtenu son diplôme d'urbaniste et d'architecte agréé, Amos conçoit et gère des projets de logements et de bâtiments classés dans le secteur privé. Il est nommé concepteur de développement chez Atkins en 1994. Il est directeur de Planning Aid for London en 1997 et est nommé directeur général de la Town and Country Planning Association (TCPA) en 2000. Amos siège au sein de groupes consultatifs pour la planification et l'éco-développement au sein du ministère des Communautés et du Gouvernement local. Il quitte la TCPA en 2010 pour devenir commissaire à la nouvelle Commission de planification des infrastructures,.
Amos travaille sur la planification des infrastructures en tant que fonctionnaire à l'Inspection de la planification pendant cinq ans et cofonde Amos Ellis Consulting, un cabinet de conseil en planification, en 2015,. Il est membre du conseil de la National Infrastructure Planning Association.
Lors des honneurs du Nouvel An 2009, Amos est nommé Officier de l'Ordre de l'Empire britannique (OBE) pour services rendus au développement durable.
Amos est un membre libéral-démocrate du conseil municipal d'Oxford pour le quartier de Central de 1992 à 1996, siégeant à un comité de planification,,.
Lors des élections générales de 2017 et 2019, Amos se présente à Taunton Deane, terminant à la deuxième place derrière Rebecca Pow du Parti conservateur à chaque fois. Il bat Pow dans la nouvelle circonscription de Taunton et Wellington aux élections générales de 2024, obtenant 48,4 % des voix et une majorité de 11 939 voix.